# Linaria schirvanica
Linaria schirvanica är en grobladsväxtart som beskrevs av Aleksandr Vasiljevitj Fomin. Linaria schirvanica ingår i släktet sporrar, och familjen grobladsväxter. Inga underarter finns listade i Catalogue of Life.